# Hong Kong Open 2000 - Qualificazioni singolare
Le qualificazioni del singolare  dell'Hong Kong Open 2000 sono state un torneo di tennis preliminare per accedere alla fase finale della manifestazione. I vincitori dell'ultimo turno sono entrati di diritto nel tabellone principale. In caso di ritiro di uno o più giocatori aventi diritto a questi sono subentrati i lucky loser, ossia i giocatori che hanno perso nell'ultimo turno ma che avevano una classifica più alta rispetto agli altri partecipanti che avevano comunque perso nel turno finale.
Le qualificazioni del torneo Hong Kong Open 2000 prevedevano 32 partecipanti di cui 4 sono entrati nel tabellone principale.

## Teste di serie
1. Assente
2. André Sá (ultimo turno)
3. Paradorn Srichaphan (secondo turno)
4. Wayne Black (ultimo turno)

1. Takao Suzuki (primo turno)
2. Arvind Parmar (primo turno)
3. Leander Paes (primo turno)
4. Kevin Kim (Qualificato)

## Qualificati
1. Kevin Kim
2. Giorgio Galimberti

1. Vince Spadea
2. Kristian Pless

## Tabellone

### Legenda
| - Q = Qualificato - WC = Wild card - LL = Lucky loser | - ALT = Alternate - SE = Special Exempt - PR = Protected Ranking | - w/o = Walkover - r = Ritirato - d = Squalificato |

### Sezione 1
|  | Primo turno    | Primo turno      | Primo turno      | Primo turno | Primo turno |  |  | Secondo turno | Secondo turno | Secondo turno | Secondo turno | Secondo turno |   |   | Ultimo turno | Ultimo turno | Ultimo turno | Ultimo turno | Ultimo turno |  |
|  |                |                  |                  |             |             |  |  |               |               |               |               |               |   |   |              |              |              |              |              |  |
|  | Martin Spottl  | Martin Spottl    | Martin Spottl    | 6           | 6           |  |  |               |               |               |               |               |   |   |              |              |              |              |              |  |
|  | Antonio Prieto | Antonio Prieto   | Antonio Prieto   | 4           | 2           |  |  | Martin Spottl | Martin Spottl | Martin Spottl | 65            | 2             |   |   |              |              |              |              |              |  |
|  | Yaoki Ishii    | Yaoki Ishii      | Yaoki Ishii      | 7           | 6           |  |  | Yaoki Ishii   | Yaoki Ishii   | Yaoki Ishii   | 7             | 6             |   |   |              |              |              |              |              |  |
|  | Kevin Ullyett  | Kevin Ullyett    | Kevin Ullyett    | 64          | 2           |  |  |               |               |               |               |               |   |   |              | Yaoki Ishii  | Yaoki Ishii  | 2            | 1            |  |
|  | Eric Taino     | Eric Taino       | Eric Taino       | 6           | 6           |  |  |               |               | 8             | Kevin Kim     | Kevin Kim     | 6 | 6 |              |              |              |              |              |  |
|  | Michael Hill   | Michael Hill     | Michael Hill     | 2           | 2           |  |  |               | Eric Taino    | 4             | 6             | 3             |   |   |              |              |              |              |              |  |
|  | 8              | Kevin Kim        | Kevin Kim        | 6           | 6           |  |  | 8             | Kevin Kim     | 6             | 3             | 6             |   |   |              |              |              |              |              |  |
|  |                | Kristian Capalik | Kristian Capalik | 4           | 1           |  |  |               |               |               |               |               |   |   |              |              |              |              |              |  |

### Sezione 2
|  | Primo turno        | Primo turno        | Primo turno        | Primo turno | Primo turno |  |  | Secondo turno      | Secondo turno      | Secondo turno    | Secondo turno      | Secondo turno |   |   | Ultimo turno | Ultimo turno | Ultimo turno | Ultimo turno | Ultimo turno |  |
|  |                    |                    |                    |             |             |  |  |                    |                    |                  |                    |               |   |   |              |              |              |              |              |  |
|  | 2                  | André Sá           | André Sá           | 6           | 6           |  |  |                    |                    |                  |                    |               |   |   |              |              |              |              |              |  |
|  |                    | Hiroyasu Sato      | Hiroyasu Sato      | 4           | 2           |  |  | 2                  | André Sá           | André Sá         | 6                  | 7             |   |   |              |              |              |              |              |  |
|  | Gouichi Motomura   | Gouichi Motomura   | Gouichi Motomura   | 6           | 6           |  |  |                    | Gouichi Motomura   | Gouichi Motomura | 4                  | 5             |   |   |              |              |              |              |              |  |
|  | Jonathan Stark     | Jonathan Stark     | Jonathan Stark     | 3           | 1           |  |  |                    |                    |                  |                    |               |   |   | 2            | André Sá     | 4            | 6            | 4            |  |
|  | Giorgio Galimberti | Giorgio Galimberti | Giorgio Galimberti | 6           | 6           |  |  |                    |                    |                  | Giorgio Galimberti | 6             | 3 | 6 |              |              |              |              |              |  |
|  | Yu Hiu-tung        | Yu Hiu-tung        | Yu Hiu-tung        | 1           | 1           |  |  | Giorgio Galimberti | Giorgio Galimberti | 3                | 7                  | 6             |   |   |              |              |              |              |              |  |
|  |                    | Paul-Henri Mathieu | Paul-Henri Mathieu | 6           | 6           |  |  | Paul-Henri Mathieu | Paul-Henri Mathieu | 6                | 65                 | 0             |   |   |              |              |              |              |              |  |
|  | 7                  | Leander Paes       | Leander Paes       | 3           | 1           |  |  |                    |                    |                  |                    |               |   |   |              |              |              |              |              |  |

### Sezione 3
|  | Primo turno     | Primo turno         | Primo turno         | Primo turno | Primo turno |  |  | Secondo turno    | Secondo turno       | Secondo turno       | Secondo turno    | Secondo turno |   |   | Ultimo turno | Ultimo turno | Ultimo turno | Ultimo turno | Ultimo turno |  |
|  |                 |                     |                     |             |             |  |  |                  |                     |                     |                  |               |   |   |              |              |              |              |              |  |
|  | 3               | Paradorn Srichaphan | Paradorn Srichaphan | 6           | 6           |  |  |                  |                     |                     |                  |               |   |   |              |              |              |              |              |  |
|  |                 | Michael Frick       | Michael Frick       | 1           | 1           |  |  | 3                | Paradorn Srichaphan | Paradorn Srichaphan | 4                | 3             |   |   |              |              |              |              |              |  |
|  | Vince Spadea    | Vince Spadea        | Vince Spadea        | 7           | 6           |  |  |                  | Vince Spadea        | Vince Spadea        | 6                | 6             |   |   |              |              |              |              |              |  |
|  | Paul Kilderry   | Paul Kilderry       | Paul Kilderry       | 5           | 0           |  |  |                  |                     |                     |                  |               |   |   | Vince Spadea | Vince Spadea | 7            | 3            | 6            |  |
|  | Paul Baccanello | Paul Baccanello     | 7                   | 2           | 6           |  |  |                  |                     | Jeff Salzenstein    | Jeff Salzenstein | 5             | 6 | 3 |              |              |              |              |              |  |
|  | Yong-Il Yoon    | Yong-Il Yoon        | 5                   | 6           | 4           |  |  | Paul Baccanello  | Paul Baccanello     | 2                   | 6                | 5             |   |   |              |              |              |              |              |  |
|  |                 | Jeff Salzenstein    | 7                   | 3           | 6           |  |  | Jeff Salzenstein | Jeff Salzenstein    | 6                   | 3                | 7             |   |   |              |              |              |              |              |  |
|  | 5               | Takao Suzuki        | 64                  | 6           | 3           |  |  |                  |                     |                     |                  |               |   |   |              |              |              |              |              |  |

### Sezione 4
|  | Primo turno    | Primo turno     | Primo turno     | Primo turno   | Primo turno |  |  | Secondo turno  | Secondo turno  | Secondo turno  | Secondo turno  | Secondo turno  |   |   | Ultimo turno | Ultimo turno | Ultimo turno | Ultimo turno | Ultimo turno |  |
|  |                |                 |                 |               |             |  |  |                |                |                |                |                |   |   |              |              |              |              |              |  |
|  | 4              | Wayne Black     | Wayne Black     | 7             | 6           |  |  |                |                |                |                |                |   |   |              |              |              |              |              |  |
|  |                | Mahesh Bhupathi | Mahesh Bhupathi | 6             | 4           |  |  | 4              | Wayne Black    | 6              | 3              | 6              |   |   |              |              |              |              |              |  |
|  | Barry Cowan    | Barry Cowan     | Barry Cowan     | 6             | 6           |  |  |                | Barry Cowan    | 4              | 6              | 4              |   |   |              |              |              |              |              |  |
|  | Jim Thomas     | Jim Thomas      | Jim Thomas      | 4             | 4           |  |  |                |                |                |                |                |   |   | 4            | Wayne Black  | Wayne Black  | 3            | 4            |  |
|  | Kristian Pless | Kristian Pless  | 6               | 1             | 6           |  |  |                |                |                | Kristian Pless | Kristian Pless | 6 | 6 |              |              |              |              |              |  |
|  | Taylor Dent    | Taylor Dent     | 1               | 6             | 2           |  |  | Kristian Pless | Kristian Pless | Kristian Pless | 6              | 6              |   |   |              |              |              |              |              |  |
|  |                | John Hui        | John Hui        | John Hui      | 3           |  |  | John Hui       | John Hui       | John Hui       | 2              | 2              |   |   |              |              |              |              |              |  |
|  | 6              | Arvind Parmar   | Arvind Parmar   | Arvind Parmar | 4r          |  |  |                |                |                |                |                |   |   |              |              |              |              |              |  |